# Rhaconotus maculatus
Rhaconotus maculatus är en stekelart som beskrevs av Sergey A. Belokobylskij 2001. Rhaconotus maculatus ingår i släktet Rhaconotus och familjen bracksteklar. Inga underarter finns listade i Catalogue of Life.